# Поздино (станция)
По́здино — железнодорожная станция Кировского региона Горьковской железной дороги. располагается на северном ходе Транссибирской магистрали неподалёку от одноимённой слободы в Нововятском районе г. Кирова.
Рядом со станцией расположена одна из проходных Нововятского механического завода.

## Линии
Станция Поздино является узловой для:
1. однопутной электрифицированной ветки до станции Киров, используемой, в основном, для движения пассажирских, почтово-багажных и электропоездов;
2. двухпутной электрифицированной ветки до станции Лянгасово, используемой для движения грузовых поездов.
3. двухпутного электрифицированного направления Транссиба на восток, в Пермь, используемого для движения всех видов поездов;
4. однопутного неэлектрифицированного подъездного пути с разъездом, ведущего на территорию Нововятского лыжного комбината, в том числе, к заводскому грузовому речному порту и Нововятского механического завода, используемого для грузовых поездов;
5. однопутного неэлектрифицированного подъездного пути к Сельскому строительному комбинату (ССК) в микрорайоне Радужном, используемого для грузовых поездов.

## Инфраструктура
Для пассажиров на станции предусмотрены лавки для сидения, расположенные на первой платформе, а также стоячая комнатка для ожидания поезда во время дождя или снегопада. Билетная касса и полноценный зал ожидания и турникеты на станции отсутствуют.
Ближайшая остановка общественного транспорта «Механический завод» является конечной для автобусов № 16 и 52 г и расположена в 1 км от станции.

### Расписание
Со станции Поздино можно без пересадок добраться на электропоездах до любой станции или остановочного пункта Пермского направления от Кирова до Балезино, в том числе до Яра, Глазова, Светлополянска, Верхнекамской.

## Авария 5 февраля
5 февраля 2014 года между нововятским переездом и станцией с рельсов сошли 32 цистерны с газовым конденсатом, 12 из них загорелись. Очаг возгорания составил более 1000 м2, сгорело более 50 гаражей и хозяйственных построек, а также 1 нежилой дом. Никто из сотрудников железной дороги и горожан не пострадал, однако более 700 местных жителей эвакуировали из домов. В полной мере движение было восстановлено на другой день 6 февраля. В качестве причины происшествия называется обрыв контактного провода.